# 干汊河镇
干汊河镇，是中华人民共和国安徽省六安市舒城县下辖的一个乡镇级行政单位。

## 行政区划
干汊河镇下辖以下地区：
街道社区、大院村、绕山村、新陶村、韩湾村、顺河村、乌羊村、瑜城村、西宕村、九龙塘村、七门堰村、莲墩村、洪宕村、龙山村、靠山村、朝阳村、严冲村、泉堰村、春塘村、正安村和复元村。